# Комсомольское (Восточно-Казахстанская область)
Комсомольское, также известно как Лесхоз (каз. Комсомольское) — упразднённое село в Глубоковском районе Восточно-Казахстанской области Казахстана. Входило в состав Ушановского сельского округа. В 2015 году включено в состав города Усть-Каменогорск, в качестве жилого массива.

## История
Село возникло как населённый пункт Октябрьского лесхоза. До начала 1990-х годов входило в состав Ушановского сельсовета Глубоковского района. В 1998 году Ушановский сельсовет был упразднён, а села Ушаново, Степное и Каменный карьер переданы в состав Бобровского сельского округа, с того момента населённый пункт фактически был исключен из учётных данных. В 2006 году Ушановский сельский округ был восстановлен, а село Комсомольское было включено в его состав, но к тому времени село фактически являлось частью дачного массива Усть-Каменногорска, а его жители были "прикреплены" к социальным объектам города. В 2015 году территория села Комсомольское включена в состав города Усть-Каменогорск.

## Население
По данным всесоюзной переписи 1989 года в селе проживало 99 человек, основное население русские.
В 1999 году в селе отсутствовало постоянное население. В переписи 2009 года сведения о населённом пункте отсутствуют. В то же время, по некоторым сведениям, в тот год в селе могло проживать около 500 человек.